# Artem
Artem ist ein ukrainischer männlicher Vorname.

## Herkunft und Bedeutung
Der Name Artem ist in die ukrainische Sprache von dem Namen der griechischen Göttin Artemis abgeleitet und bedeutet ‚der Gesunde‘ oder ‚der Metzger‘.

## Namensträger
- Artem Dolgopyat (* 1997), israelischer Turner
- Artem Koschowyj (* 1989), ukrainischer Poolbillardspieler
- Artem Krawez (* 1989), ukrainischer Fußballspieler
- Artem Milewskyj (* 1985), ukrainischer Fußballspieler
- Artem Pryma (* 1987), ukrainischer Biathlet
- Artem Swesdow (* 1984), ukrainischer Handballspieler
- Artem Tschech (* 1985), ukrainischer Schriftsteller und Essayist
- Artem Weschenkow, russischer Pokerspieler
- Artem Wyschnewskyj (* 1984), ukrainischer Handballspieler